# Vater Staat (Thomas Schütte)

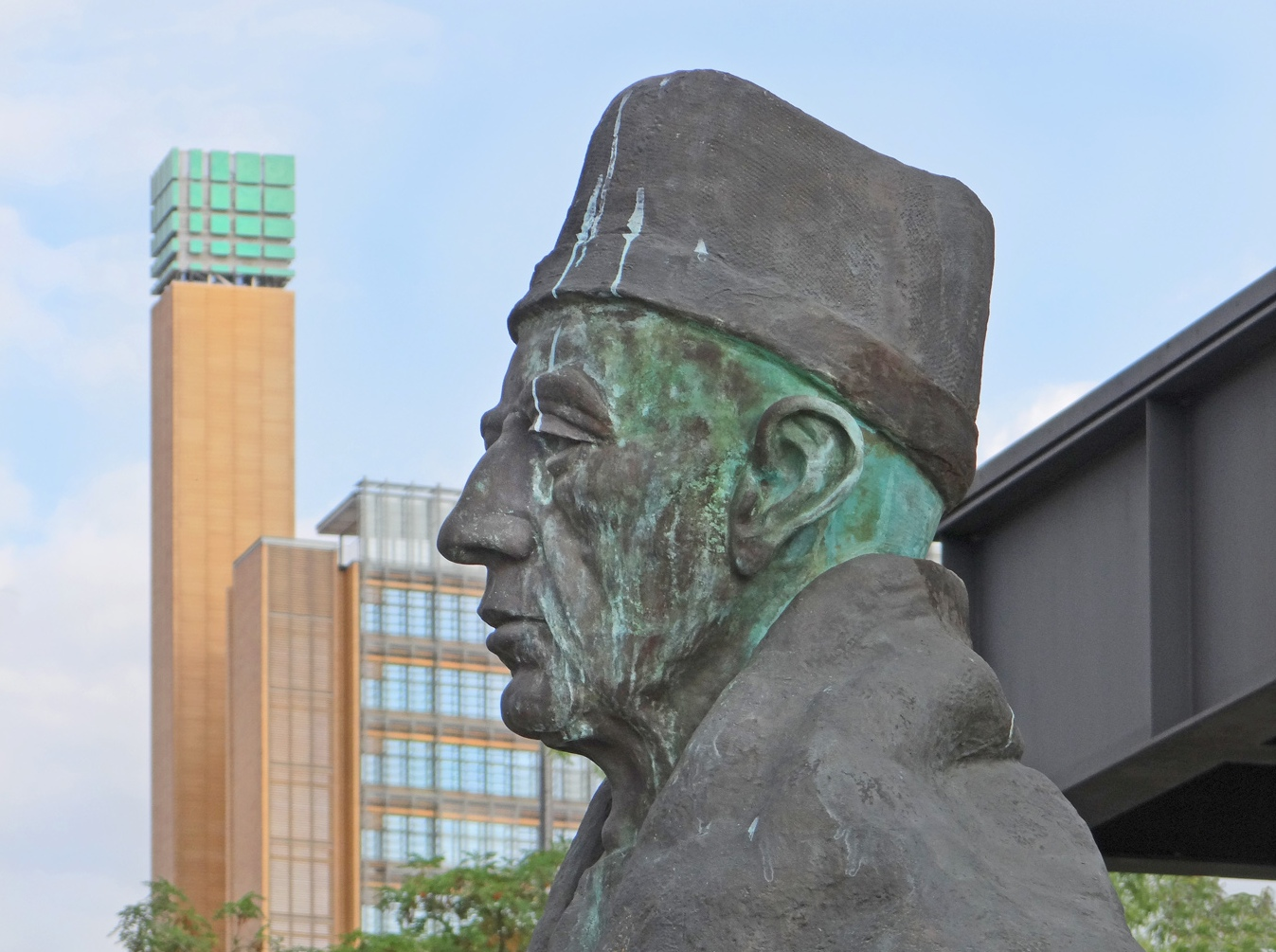
Kopf der Skulptur Vater Staat vor der Neuen Nationalgalerie in Berlin

Vater Staat ist der Titel einer Skulptur des Bildhauers Thomas Schütte aus den Jahren 2007–2010. Sie zeigt einen stehenden Mann mit realistisch ausgeführten Gesichtszügen, der mit einer Mütze und einem den Körper verhüllenden bodenlangen Mantel bekleidet ist. Von der Figur existieren Ausführungen in verschiedenen Größen und Materialien, von denen vor allem die überlebensgroßen Skulpturen in Bronze oder Stahl bekannt wurden. Diese monumentalen Figuren waren international in vielbeachteten Ausstellungen zu sehen, einige Exemplare gelangten in Museumsbesitz. Obwohl der Künstler nach eigener Aussage mit der Figur explizit keine politische Aussage verbindet, sehen mehrere Autoren in der Skulptur Vater Staat einen Bezug zur aktuellen politischen Situation und reihen sie in die Tradition historischer Standbilder ein.

## Ausführungen und Beschreibung

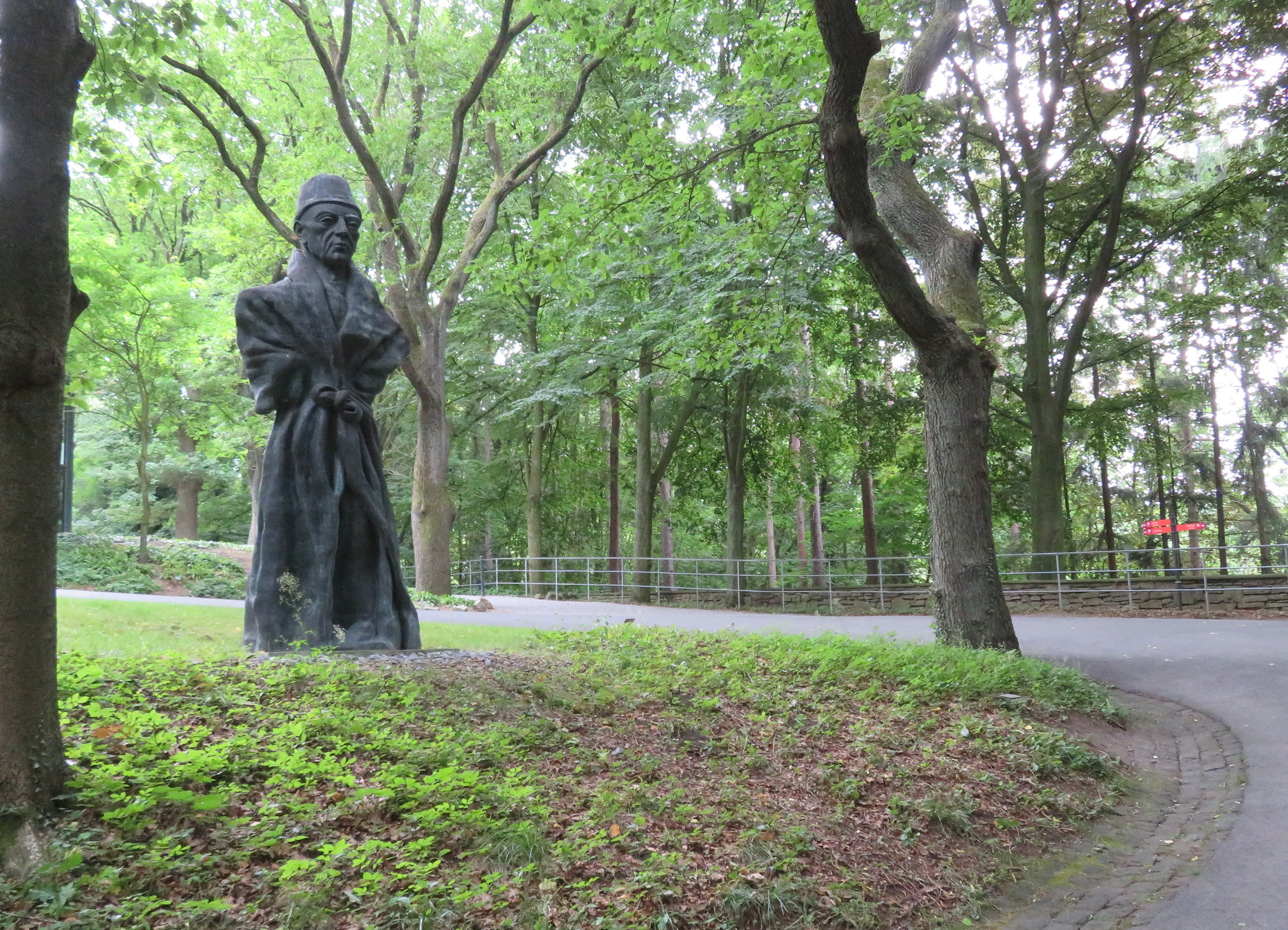
Vorderansicht der Skulptur Vater Staat im Skulpturenpark Waldfrieden, Wuppertal

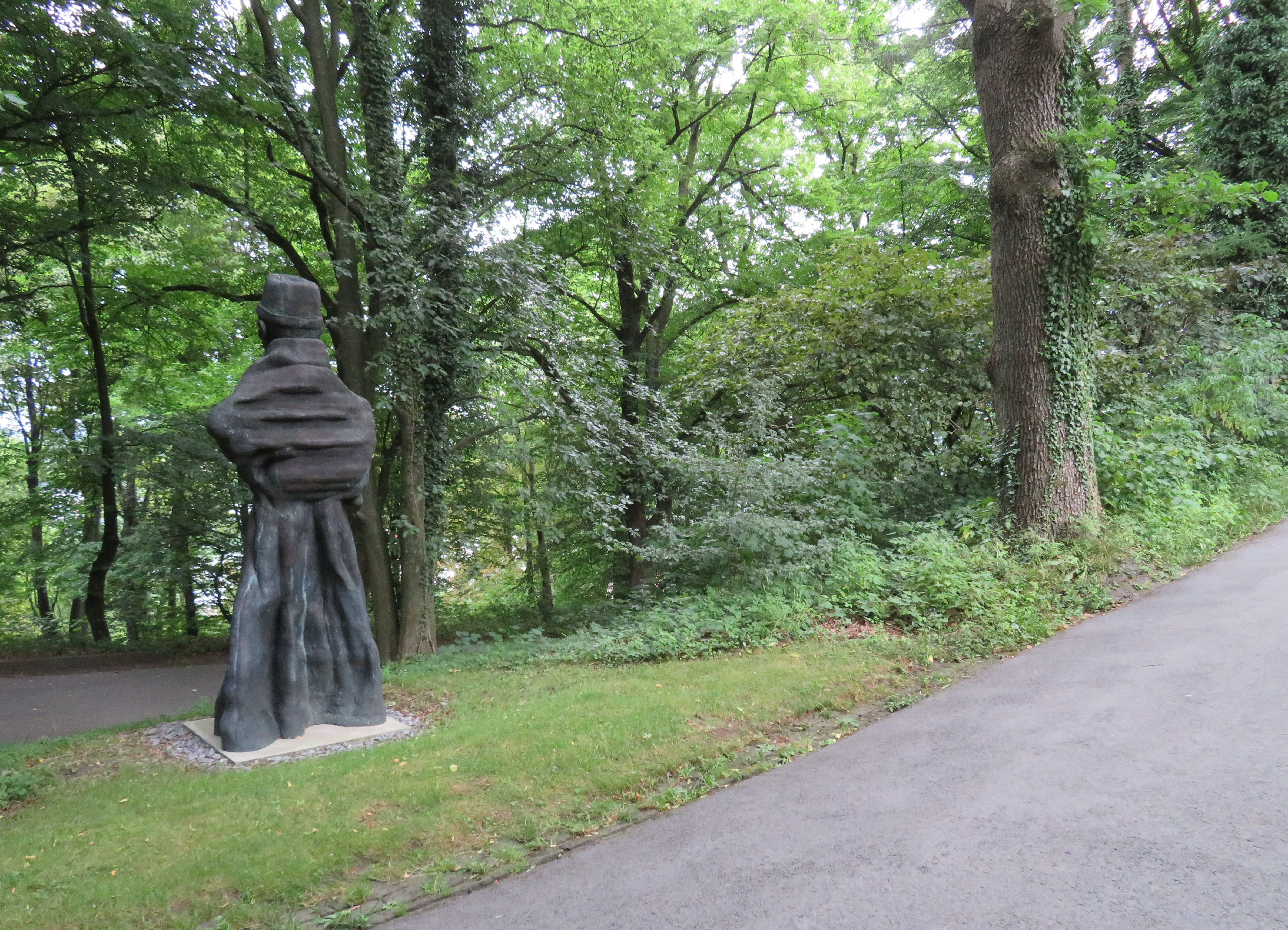
Rückansicht der Skulptur Vater Staat im Skulpturenpark Waldfrieden, Wuppertal

Thomas Schütte begann 2007 mit einer ersten Figur von Vater Staat, die er aus Knetmasse modellierte. Hieraus entwickelte er in seiner Werkstatt schließlich die finale Form. 2010 entstanden kleinformatige Bronzeskulpturen mit den Abmessungen 49,5 cm × 22,2 cm × 11 cm. Diese Bronzefiguren sind jeweils auf einer Stele aus Stahl montiert, die eine Höhe von 120 cm aufweist und eine Grundfläche von 30 cm × 30 cm hat. Von dieser Serie gibt es eine Auflage von sechs Stück plus drei Künstlergüsse. Eine solche – auch als Modell bezeichnete – Figur wurde 2015 für 782.000 Pfund Sterling versteigert.
Neben diesen kleinformatigen Figuren wurden 2010 und 2011 großformatige Skulpturen gegossen. Es gibt sie als Ausführung in patinierter Bronze oder in rostfarbenem Stahl. Die Bronzefiguren werden mit einer Höhe von 383 cm, einer Breite von 155 cm und einem Gewicht von 1,1 Tonnen angegeben. Für die Ausführung in Stahl finden sich die Maße 373 cm × 155 cm × 110 cm.
Alle Ausführungen zeigen, unabhängig von ihrer Größe oder dem Material, die gleiche Figur. Dargestellt ist ein stehender Mann, der mit einer Mütze und einem bodenlangen Mantel bekleidet ist. Die Kopfbedeckung ist mal als „Marokkanische Mütze“ und mal als „orientalische Kopfbedeckung“ bezeichnet worden; Thomas Schütte nennt sie „Afghanische Mütze“. Tatsächlich hat die Mütze der Skulptur Vater Staat Ähnlichkeiten mit den Kopfbedeckungen des ehemaligen afghanischen Präsidenten Hamid Karzai. Als Grund für die Kopfbedeckung nannte Schütte: „Die Mütze habe ich draufgemacht, damit ich keine Frisurprobleme habe“. Und weiter: „Jeder menschliche Kopf besteht ja zu drei Vierteln aus Frisur, aber es ist fast unmöglich, eine Frisur zu zeichnen oder zu modellieren.“ Auch zum langen Mantel der Figur hat sich Schütte geäußert: „Das Mäntelchen hatte der schon im Modell, denn Knie und Bein sind schwierig zu machen.“ Tatsächlich verhüllt dieses „wallende lange Gewand“ den Körper fast vollständig, und die Gliedmaßen sind nicht erkennbar. Da, wo Arme und Hände sichtbar fehlen, ist der „fast flauschig wirkende“ Mantel um die Hüfte eng zusammengebunden. Der Autor Wolfgang Bergem merkt hierzu an: „Möglicherweise sind die Arme durch den eng geschnürten Gürtel abgeschnürt“. Selbst die Füße fehlen bei dieser bis auf den Boden reichenden Robe. Stattdessen gibt das faltige schwere Gewand der Skulptur Stabilität. Für Schütte ist die Figur „eigentlich nur ein Mäntelchen mit einem Gesicht drin“.
Die ausformulierten Gesichtszüge sind in Schüttes Werk ungewöhnlich bei der Darstellung von Figuren. Große Ohren, hohe Wangenknochen und offene, nach vorn gerichtete Augen kennzeichnen die Gesichtszüge, die, wie die Autoren Gundel und Täuber anmerken, „eine gewisse Strenge, aber auch väterliche Gelassenheit signalisieren“. Wolfgang Bergem spricht von einem Blick, der „ernst und würdevoll“ wirkt.

## Vater Staat– Werktitel und Rezeption
Von Thomas Schütte gibt es eine generelle Aussage zu Werktiteln: „Leider muss man ja immer noch einen Namen beifügen, manche Künstler verteilen nur eine Nummer. Die Sprachlastigkeit der Journalisten führt dazu, dass ein Titel manchmal sehr viel mehr bedeutet als die eigentliche Arbeit.“ Trotz der vermeintlich ablehnenden Haltung gegenüber Titeln gab Schütte seinen Arbeiten immer wieder sehr aussagekräftige Bezeichnungen, wie beispielsweise Bunker, Mein Grab oder Ferienhaus für Terroristen. Auch seine bekannten Figurendarstellungen tragen auffällige Titel. So nannte er seine Arbeit für die Documenta IX in Kassel Die Fremden, präsentierte später United Enemies und gab weiteren Arbeiten Titel wie Großer Geist oder Mann im Matsch.

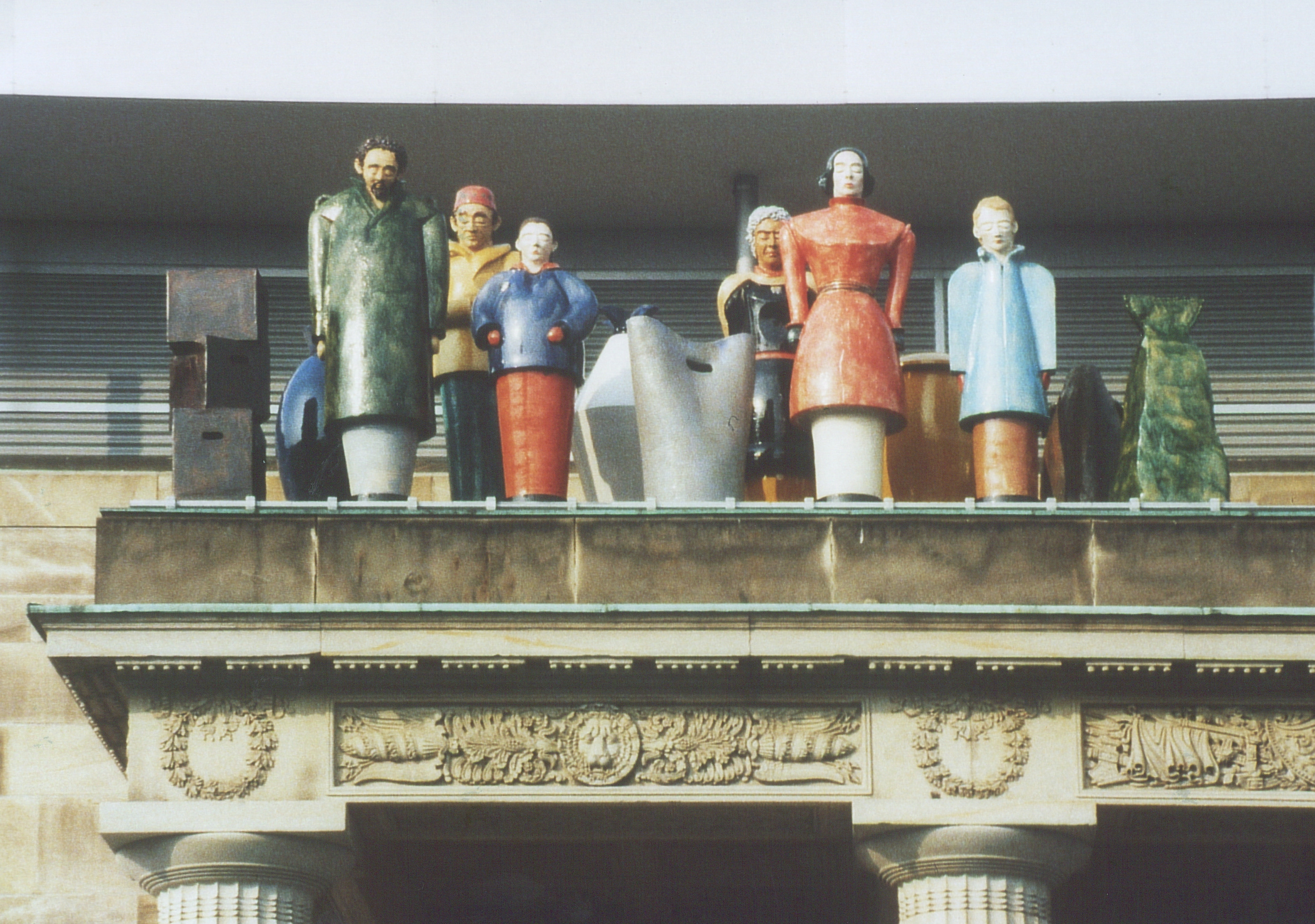
Thomas Schütte: Die Fremden
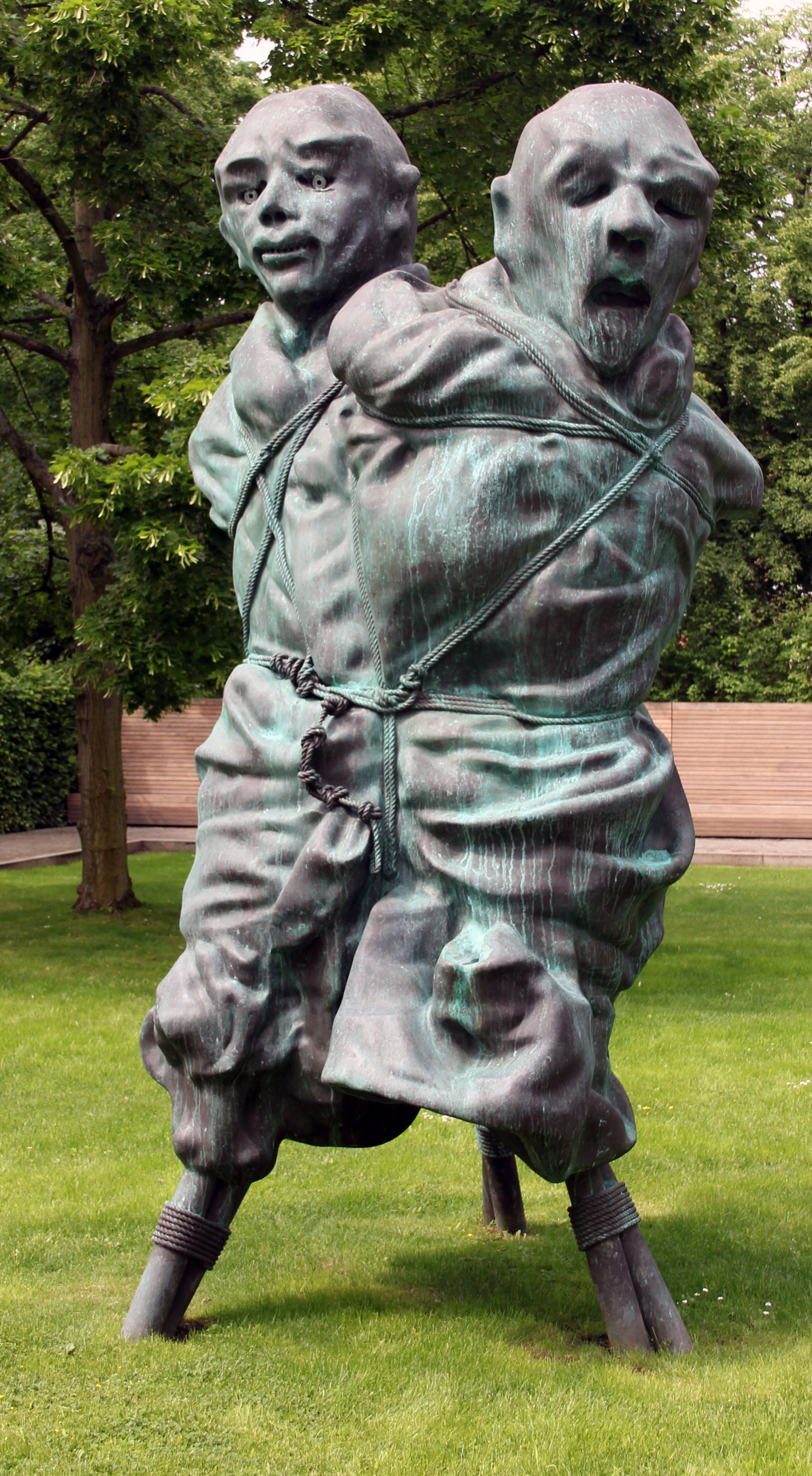
Thomas Schütte: United Enemies
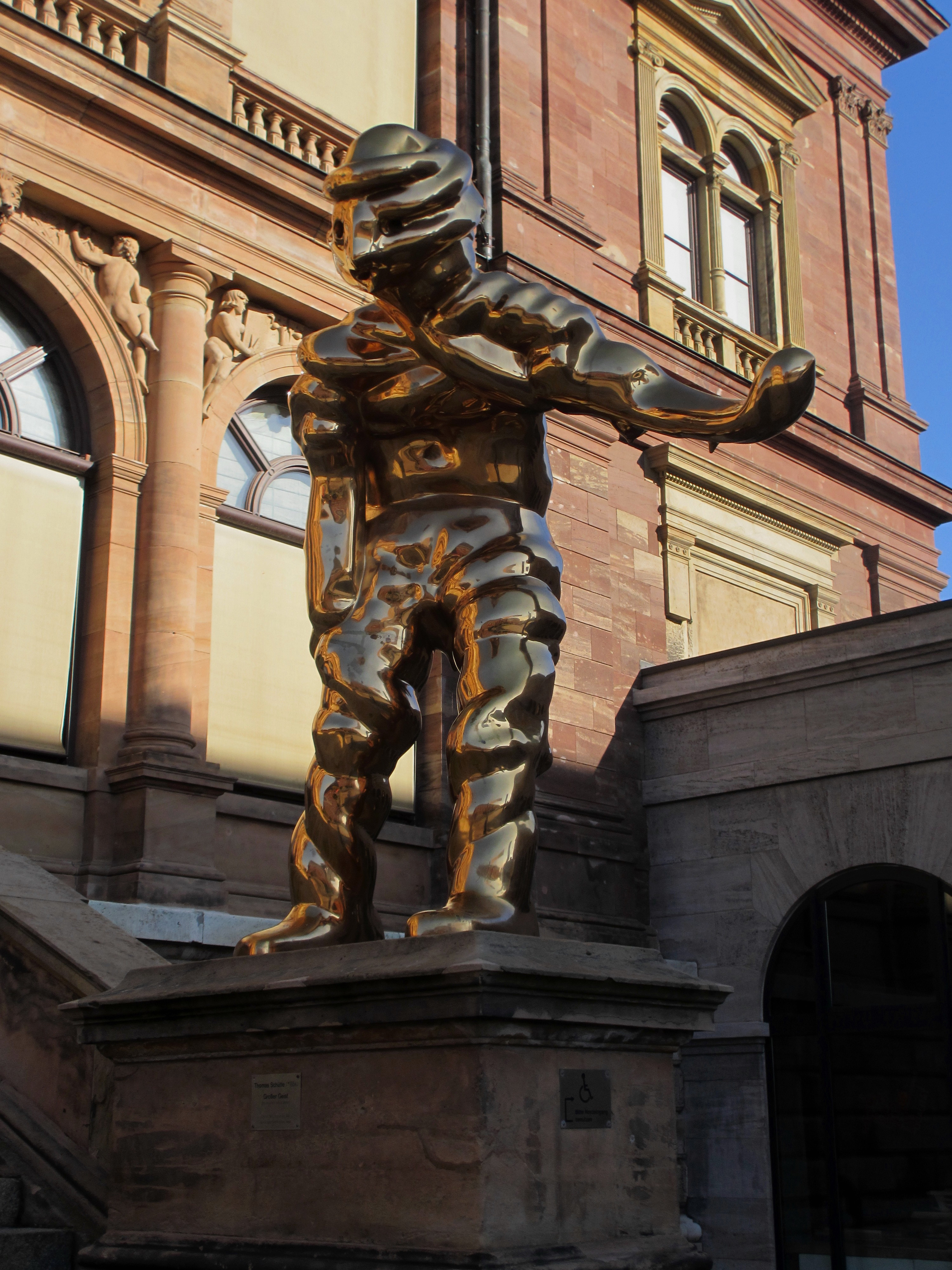
Thomas Schütte: Großer Geist
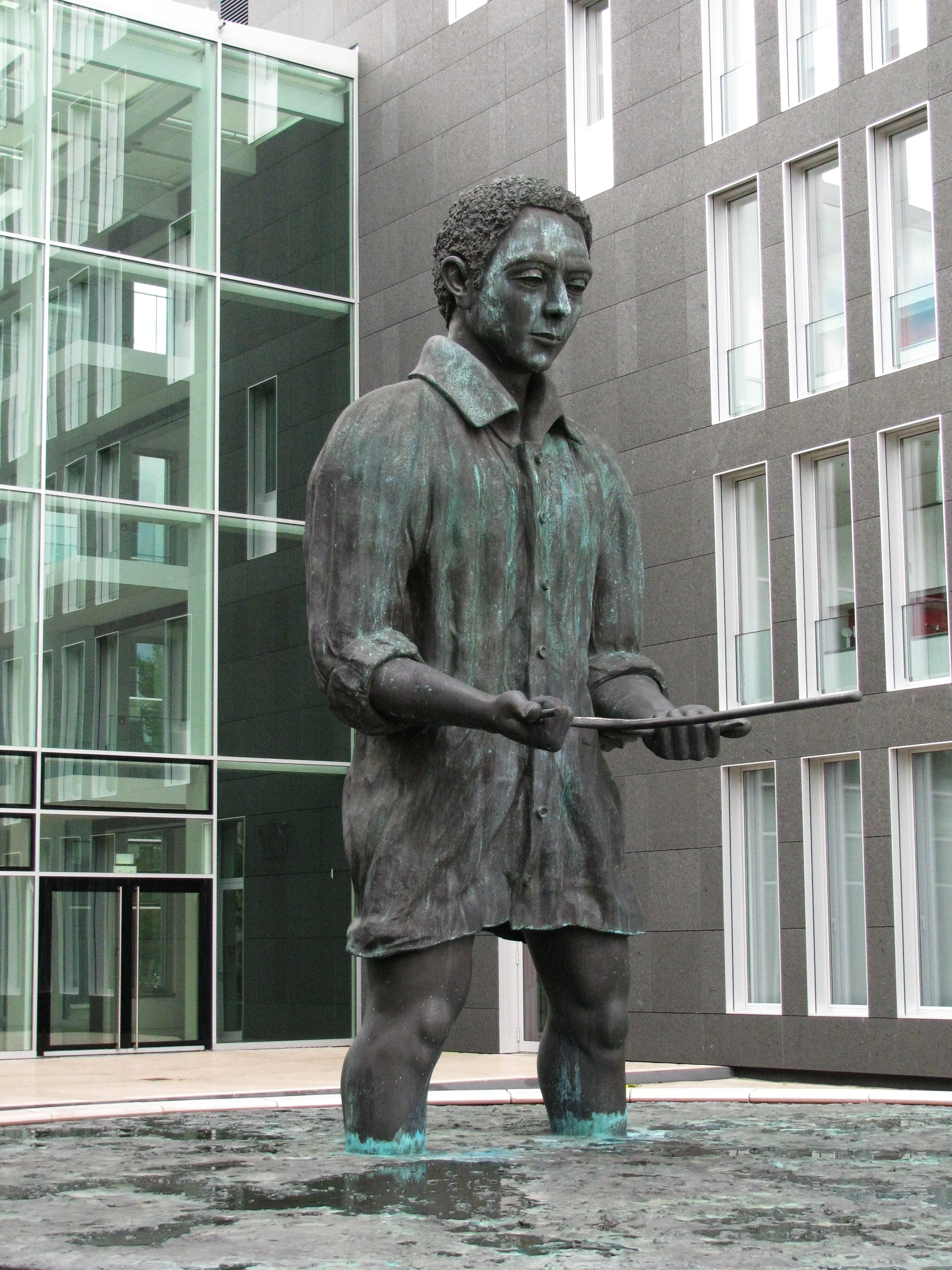
Thomas Schütte: Mann im Matsch

Mit der Figur Vater Staat wollte Thomas Schütte nach eigener Angabe keine politische Aussage treffen, sie sei keine „Bekenntnis-Skulptur“. Den Titel hätten seine Mitarbeiter zufällig in der Werkstatt gewählt, als sie eine Ähnlichkeit zwischen dem Gesicht der Figur und dem des Finanzministers Wolfgang Schäuble entdeckten. Schütte selbst gab hierzu an: „Bei mir ist der Name fast immer nur ein Jux, Namen sind Etiketten, sie sind nicht weiter wichtig. Im Modell sah der Vater Staat unserem Finanzminister so ähnlich, ich konnte es zwar schlecht Schäuble Standing nennen, aber mit Vater Staat waren alle zufrieden.“
Auch wenn die Intention des Künstlers möglicherweise ursprünglich eine andere war, steht die Deutung der Figur durch die von Schütte autorisierte Bezeichnung Vater Staat in enger Beziehung zu ihrem Titel. Während bei einer ersten Präsentation die Journalistin Martina Schürmann das Werk als „eine Mischung aus Kleists Dorfrichter Adam und Adenauer im Schlafrock“ bezeichnete und damit auf die Hauptfigur in Kleists Der zerbrochne Krug und den ehemaligen Bundeskanzler Konrad Adenauer anspielte, zogen andere Autoren einen direkten Bezug zu Wolfgang Schäuble, seinem Amt als Finanzminister oder zur Finanzkrise ab 2007. Die fehlenden Hände deutet Wolfgang Bergem damit, dass „der Staat in der Finanzkrise keine Hände zum Geldausgeben“ habe. Die Berliner Boulevardzeitung B.Z. formulierte: „Die Ärmchen sind mager, die Hände stecken in den Taschen, der Gürtel ist schon enger geschnallt. Thomas Schüttes Skulptur Vater Staat (2010) zeigt einen miesepetrigen Herren im Bademantel. Geld verteilt so ein grimmiges Gesicht nicht.“ Michael Kohler stellte im art-Magazin fest: „Ernst und würdevoll blickt Vater Staat auf seine Kinder. Über sechs Jahrzehnte hat er gut für sie gesorgt, doch jetzt steht er unter seinem Morgenmantel ohne Arme da und wirkt trotz seiner Höhe von vier Metern erschreckend hilflos.“ Kohler betonte, dass Schütte in Vater Staat die „Bundesrepublik nach der Finanzkrise“ sehe. Für ihn steht Schüttes Vater Staat in direkter Folge zu dessen Skulptur Mann im Matsch, den der Künstler vor einer Sparkassen-Zentrale aufstellen ließ. Für ihn ist diese knietief eingesunkene Figur ein Beleg für Schüttes Haltung zur globalen Finanzwelt.

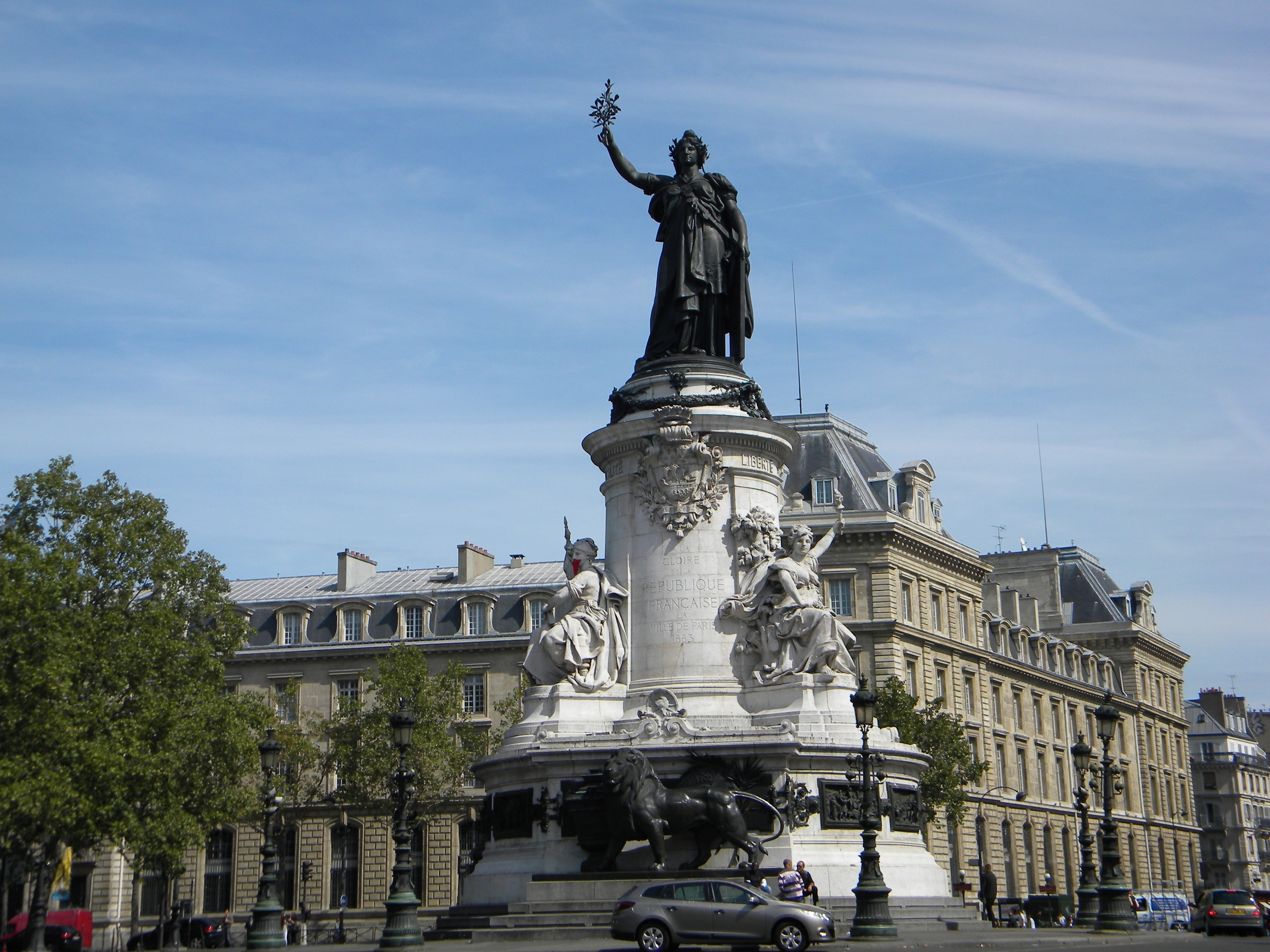
Skulptur der République von 1883, Paris

Die Autoren Gundel/Täuber haben darauf hingewiesen, dass der Figur trotz eines „wahrhaft staatstragenden Titels“ die „Insignien der Macht“ fehlten. Vater Staat sei zwar ein „würdevoller Hüne aus Bronze“, der aber trotz „feierlicher Frontalität“ eher ein staatsmännisches Standbild persifliere. Während in der Vergangenheit die jeweiligen Repräsentanten des Staates, also „Monarchen, Staatsmänner, Diktatoren“ durch Denkmäler geehrt wurden, sei die Figur des Vater Staat eher als Allegorie zu verstehen und mit den Darstellungen der französischen République vergleichbar. Zu den bekanntesten Darstellungen gehört hierbei sicher die République von 1883 auf dem gleichnamigen Platz in Paris. Doch die Figur des Vater Staat stehe nicht für die mit der traditionellen Vaterlands-Metapher Vater Staat verbundenen Begriffe wie „Fürsorge, Gerechtigkeit und intakte soziale Ordnung“. Schüttes Vater Staat vermittle durch die fehlenden Hände „weniger Tatkraft“, sondern eher „Hilflosigkeit“. Für den Bildhauer Tony Cragg ist die Aussage der Figur Vater Staat seines Freundes Thomas Schütte eine „Kombination von Macht und Feigheit“.

## Ausstellungen und Museumsbesitz
Kurze Zeit nach dem ersten Guss der großformatigen Skulptur Vater Staat wurde dieser in Ausstellungen gezeigt, wo die Figur auf ein breites Echo stieß. So präsentierte die Bundeskunsthalle in Bonn ab Juli 2010 in der Eingangshalle einen Bronzeguss von Vater Staat im Rahmen der Ausstellung Thomas Schütte: Big Buildings. Modelle und Ansichten. 2011 stand ein solcher Bronzeguss vor dem Ausstellungsgebäude Punta della Dogana in Venedig im Rahmen der Schau Elogio del dubbio. In der Skulpturenausstellung Vor dem Gesetz im Museum Ludwig in Köln konnte 2011 eine rostfarbene Version der Skulptur betrachtet werden. Solch eine Version war zudem 2012 in der Londoner Serpentine Gallery im Rahmen der Ausstellung Thomas Schütte: Faces & Figures und 2013 in der Schau Thomas Schütte, Danh Vo: Das Reich ohne Mitte in der Kunsthalle Mainz zu sehen. Weitere Ausstellungen der Skulptur folgten 2014 in der Fondation Beyeler in Riehen bei Basel, 2015 im Palazzo Reale in Mailand und 2016–2017 im Moderna Museet in Stockholm.
Thomas Schütte stellte 2010 ein Exemplar der Bronzefigur Vater Staat dem Wuppertaler Skulpturenpark Waldfrieden als Dauerleihgabe zur Verfügung. Ein weiteres Exemplar der großformatigen Skulptur in Bronze kam 2011 im Art Institute of Chicago zur Aufstellung. Eine andere Bronzefigur kam ebenfalls 2011 als Geschenk des Unternehmers Nicolas Berggruen zur Sammlung der Nationalgalerie in Berlin und wurde auf der Terrasse der Neuen Nationalgalerie aufgestellt.